# Фанні Леклюїз
Фанні Леклюїз (11 березня 1992) — бельгійська плавчиня.
Учасниця Олімпійських Ігор 2012, 2016 років.
Призерка Чемпіонату світу з плавання на короткій воді 2018 року.
Чемпіонка Європи з плавання на короткій воді 2015 року, призерка 2011, 2017 років.